# Опалево (Московская область)

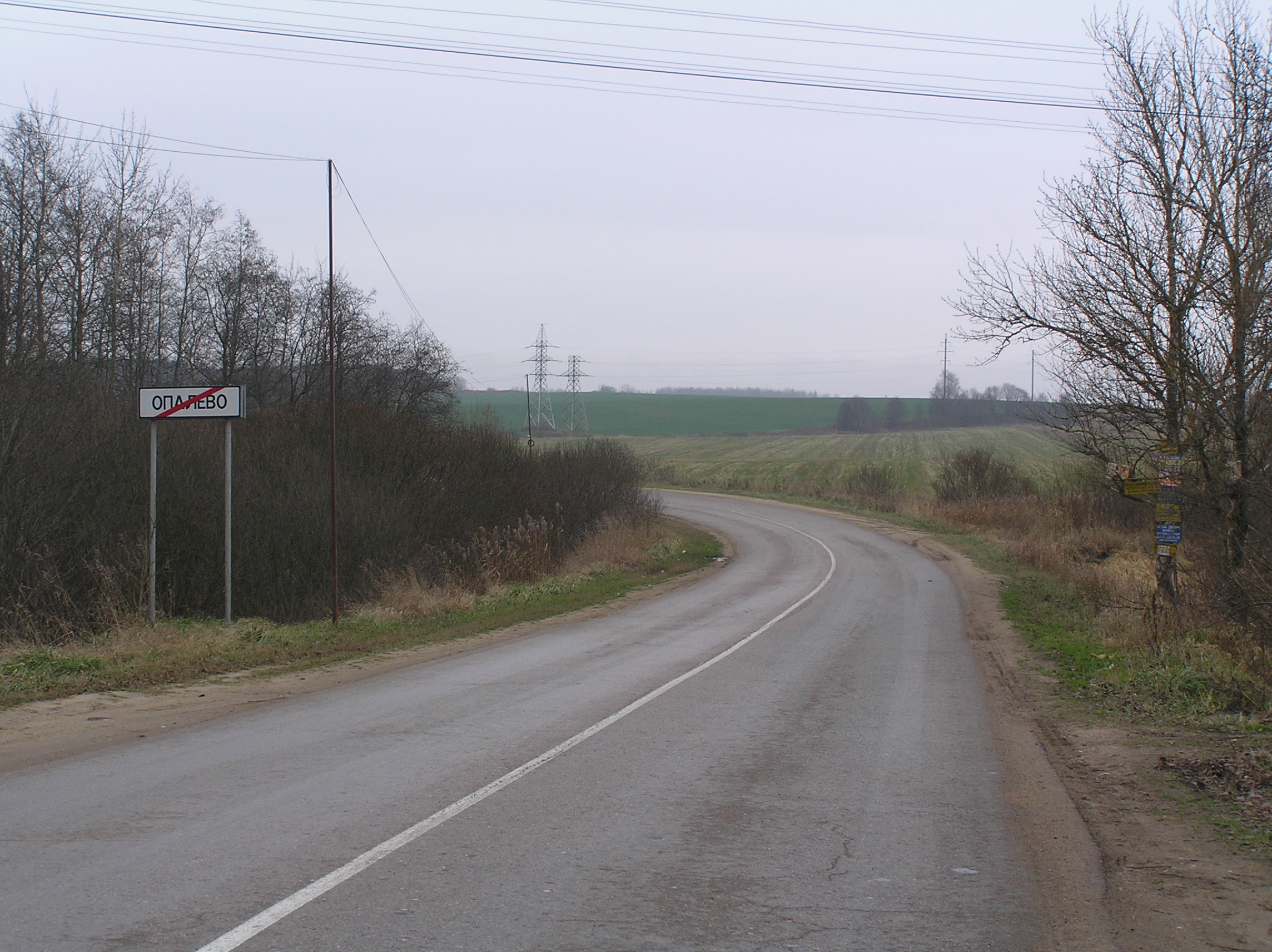

Опалево — деревня в Клинском районе Московской области, в составе Зубовского сельского поселения. Население — 110 чел. (2010). До 2006 года Опалево входило в состав Новощаповского сельского округа.
Деревня расположена в восточной части района, примерно в 7,5 км к северо-востоку от райцентра Клин, на безымянном левом притоке реки Лутосня (правый приток Сестры), высота центра над уровнем моря 169 м. Ближайшие населённые пункты — Максимково на юго-западе и Голиково на юге. Через деревню проходит автодорога А108 Московское большое кольцо.

## Население
| 2002 | 2006 | 2010 |
| ---- | ---- | ---- |
| 96   | ↘89  | ↗110 |